# Calamodes boursini
Calamodes boursini is een vlinder uit de familie van de spanners (Geometridae). De wetenschappelijke naam van de soort is voor het eerst geldig gepubliceerd in 1941 door Albers & Warnecke.